# Campeonato Luxemburguês de Futebol
A Divisão Nacional (luxemburguês: Nationaldivisioun, francês: Division Nationale, alemão: Nationaldivision) é a mais alta liga de futebol de Luxemburgo. Até 2011, era conhecida como o BGL Ligue, depois que a Federação Luxemburguesa de Futebol conseguiu selar um acordo de patrocínio com o grupo financeiro Fortis. Antes da temporada 2005–06, contava com doze equipes, mas foi expandida na temporada seguinte para quatorze. A partir da temporada 2020–21 foi expandida para 16 equipes.
A competição foi disputada pela primeira vez na temporada 1909–10 e tem sido realizada todos os anos desde então, com as exceções de 1912–13, de 1941 a 1944 durante a Segunda Guerra Mundial onde os times foram incorporados ao campeonato alemão e em 2019–20 durante a Pandemia de COVID-19.
A competição se chamava Campeonato Luxemburguês (luxemburguês: Lëtzebuerger Championnat, francês: Championnat Luxembourgeois) até 1913–14. Da temporada 1914–15 até a de 1931–32, era chamada de Primeira Divisão (em luxemburguês: Éischt Divisioun, em francês: Division Première). A partir de então foi batizada Divisão de Honra (luxemburguês: Éirendivisioun, francês: Division d'Honneur) de 1932–33 a 1956–57. Desde a temporada de 1957–1958, a competição se chama Divisão Nacional.

## Lista de campeões
| Ano         | Campeão                                               | Vice-Campeão                                          | Melhor(es) Marcador(es)                                        |
| 1909–10     | Racing Club Luxembourg                                | US Hollerich                                          |                                                                |
| 1910–11     | Sporting Club Luxembourg                              | Sporting Club Differdange                             |                                                                |
| 1911–12     | US Hollerich                                          | Sporting Club Luxembourg                              |                                                                |
| 1912–13     | Não realizado                                         | Não realizado                                         |                                                                |
| 1913–14     | US Hollerich                                          | Sporting Club Luxembourg                              |                                                                |
| 1914–15     | US Hollerich                                          | Jeunesse Esch                                         |                                                                |
| 1915–16     | US Hollerich                                          | Sporting Club Luxembourg                              |                                                                |
| 1916–17     | US Hollerich                                          | Fola Esch                                             |                                                                |
| 1917–18     | Fola Esch                                             | US Hollerich                                          |                                                                |
| 1918–19     | Sporting Club Luxembourg                              | Fola Esch                                             |                                                                |
| 1919–20     | Fola Esch                                             | Stade Dudelange                                       |                                                                |
| 1920–21     | Jeunesse Esch                                         | Fola Esch                                             |                                                                |
| 1921–22     | Fola Esch                                             | Union Luxembourg                                      |                                                                |
| 1922–23     | Red Boys Differdange                                  | Stade Dudelange                                       |                                                                |
| 1923–24     | Fola Esch                                             | Spora Luxembourg                                      |                                                                |
| 1924–25     | Spora Luxembourg(nota 1)                              | Stade Dudelange                                       |                                                                |
| 1925–26     | Red Boys Differdange                                  | Spora Luxembourg                                      |                                                                |
| 1926–27     | Union Luxembourg                                      | Red Boys Differdange                                  |                                                                |
| 1927–28     | Spora Luxembourg                                      | Stade Dudelange                                       |                                                                |
| 1928–29     | Spora Luxembourg                                      | Fola Esch                                             |                                                                |
| 1929–30     | Fola Esch                                             | Spora Luxembourg                                      |                                                                |
| 1930–31     | Red Boys Differdange                                  | Spora Luxembourg                                      |                                                                |
| 1931–32     | Red Boys Differdange                                  | Progrès Niedercorn                                    |                                                                |
| 1932–33     | Red Boys Differdange                                  | Spora Luxembourg                                      |                                                                |
| 1933–34     | Spora Luxembourg                                      | Red Boys Differdange                                  |                                                                |
| 1934–35     | Spora Luxembourg                                      | Red Boys Differdange                                  |                                                                |
| 1935–36     | Spora Luxembourg                                      | Jeunesse Esch                                         |                                                                |
| 1936–37     | Jeunesse Esch                                         | Progrès Niedercorn                                    |                                                                |
| 1937–38     | Spora Luxembourg                                      | Jeunesse Esch                                         |                                                                |
| 1938–39     | Stade Dudelange                                       | US Dudelange                                          |                                                                |
| 1939–40     | Stade Dudelange                                       | US Dudelange                                          |                                                                |
| 1941 a 1944 | Não realizado devido à Segunda Guerra Mundial         | Não realizado devido à Segunda Guerra Mundial         |                                                                |
| 1944–45     | Stade Dudelange                                       | Spora Luxembourg                                      |                                                                |
| 1945–46     | Stade Dudelange                                       | US Dudelange                                          |                                                                |
| 1946–47     | Stade Dudelange                                       | US Dudelange                                          |                                                                |
| 1947–48     | Stade Dudelange                                       | Union Luxembourg                                      |                                                                |
| 1948–49     | Spora Luxembourg                                      | Fola Esch                                             |                                                                |
| 1949–48     | Stade Dudelange                                       | National Schifflange                                  |                                                                |
| 1950–51     | Jeunesse Esch                                         | National Schifflange                                  |                                                                |
| 1951–52     | National Schifflange                                  | Spora Luxembourg                                      |                                                                |
| 1952–53     | Progrès Niedercorn                                    | Jeunesse Esch                                         |                                                                |
| 1953–54     | Jeunesse Esch                                         | Fola Esch                                             |                                                                |
| 1954–55     | Stade Dudelange                                       | Fola Esch                                             |                                                                |
| 1955–56     | Spora Luxembourg                                      | Stade Dudelange                                       |                                                                |
| 1956–57     | Stade Dudelange                                       | Jeunesse Esch                                         |                                                                |
| 1957–58     | Jeunesse Esch                                         | Red Boys Differdange                                  |                                                                |
| 1958–59     | Jeunesse Esch                                         | Spora Luxembourg                                      |                                                                |
| 1959–60     | Jeunesse Esch                                         | Stade Dudelange                                       |                                                                |
| 1960–61     | Spora Luxembourg                                      | Jeunesse Esch                                         |                                                                |
| 1961–62     | Union Luxembourg                                      | Alliance Dudelange                                    |                                                                |
| 1962–63     | Jeunesse Esch                                         | Union Luxembourg                                      |                                                                |
| 1963–64     | Aris Bonnevoie                                        | Union Luxembourg                                      |                                                                |
| 1964–65     | Stade Dudelange                                       | Union Luxembourg                                      |                                                                |
| 1965–66     | Aris Bonnevoie                                        | Union Luxembourg                                      |                                                                |
| 1966–67     | Jeunesse Esch                                         | Spora Luxembourg                                      |                                                                |
| 1967–68     | Jeunesse Esch                                         | US Rumelange                                          |                                                                |
| 1968–68     | Avenir Beggen                                         | Jeunesse Esch                                         |                                                                |
| 1969–70     | Jeunesse Esch                                         | US Rumelange                                          |                                                                |
| 1970–71     | Union Luxembourg                                      | Aris Bonnevoie                                        |                                                                |
| 1971–72     | Aris Bonnevoie                                        | US Rumelange                                          |                                                                |
| 1972–73     | Jeunesse Esch                                         | Union Luxembourg                                      |                                                                |
| 1973–74     | Jeunesse Esch                                         | Red Boys Differdange                                  |                                                                |
| 1974–75     | Jeunesse Esch                                         | Avenir Beggen                                         |                                                                |
| 1975–76     | Jeunesse Esch                                         | Red Boys Differdange                                  |                                                                |
| 1976–77     | Jeunesse Esch                                         | Progrès Niedercorn                                    |                                                                |
| 1977–78     | Progrès Niedercorn                                    | Jeunesse Esch                                         |                                                                |
| 1978–79     | Red Boys Differdange                                  | Progrès Niedercorn                                    |                                                                |
| 1979–80     | Jeunesse Esch                                         | Red Boys Differdange                                  |                                                                |
| 1980–81     | Progrès Niedercorn                                    | Red Boys Differdange                                  |                                                                |
| 1981–82     | Avenir Beggen                                         | Progrès Niedercorn                                    |                                                                |
| 1982–83     | Jeunesse Esch                                         | Avenir Beggen                                         |                                                                |
| 1983–84     | Avenir Beggen                                         | Red Boys Differdange                                  |                                                                |
| 1984–85     | Jeunesse Esch                                         | Red Boys Differdange                                  |                                                                |
| 1985–86     | Avenir Beggen                                         | Jeunesse Esch                                         |                                                                |
| 1986–87     | Jeunesse Esch                                         | Avenir Beggen                                         |                                                                |
| 1987–88     | Jeunesse Esch                                         | Spora Luxembourg                                      |                                                                |
| 1988–89     | Spora Luxembourg                                      | Jeunesse Esch                                         |                                                                |
| 1989–90     | Union Luxembourg                                      | Avenir Beggen                                         |                                                                |
| 1990–91     | Union Luxembourg                                      | Jeunesse Esch                                         |                                                                |
| 1991–92     | Union Luxembourg                                      | Avenir Beggen                                         |                                                                |
| 1992–93     | Avenir Beggen                                         | Union Luxembourg                                      |                                                                |
| 1993–94     | Avenir Beggen                                         | CS Grevenmacher                                       |                                                                |
| 1994–95     | Jeunesse Esch                                         | CS Grevenmacher                                       |                                                                |
| 1995–96     | Jeunesse Esch                                         | CS Grevenmacher                                       |                                                                |
| 1996–97     | Jeunesse Esch                                         | CS Grevenmacher                                       |                                                                |
| 1997–98     | Jeunesse Esch                                         | Union Luxembourg                                      |                                                                |
| 1998–99     | Jeunesse Esch                                         | F91 Dudelange                                         |                                                                |
| 1999–00     | F91 Dudelange                                         | CS Grevenmacher                                       |                                                                |
| 2000–01     | F91 Dudelange                                         | CS Grevenmacher                                       | Mikhail Zaritski (Sprting Mertzig), 29                         |
| 2001–02     | F91 Dudelange                                         | CS Grevenmacher                                       | Frederic Cicchirillo (F91 Dudelange), 23                       |
| 2002–03     | CS Grevenmacher                                       | F91 Dudelange                                         | Daniel Huss (Grevenmacher), 22                                 |
| 2003–04     | Jeunesse Esch                                         | F91 Dudelange                                         | José Gomes (Spora Luxembourg), 24                              |
| 2004–05     | F91 Dudelange                                         | FC Etzella Ettelbruck                                 | Sergio Pupovac (Alliance 01), 24                               |
| 2005–06     | F91 Dudelange                                         | Jeunesse Esch                                         | Fatih Sözen (Grevenmacher), 23                                 |
| 2006–07     | F91 Dudelange                                         | FC Etzella Ettelbruck                                 | Daniel da Mota (Etzella Ettelbruck), 24                        |
| 2007–08     | F91 Dudelange                                         | Racing FC Union Luxembourg                            | Emmanuel Coquelet (F91 Dudelange), 20                          |
| 2008–09     | F91 Dudelange                                         | FC Differdange 03                                     | Pierre Piskor (FC Differdange 03), 30                          |
| 2009–10     | Jeunesse Esch                                         | F91 Dudelange                                         | Daniel Huss (Grevenmacher), 22                                 |
| 2010–11     | F91 Dudelange                                         | Käerjéng 97                                           | Sanel Ibrahimović (Wiltz), 18                                  |
| 2011–12     | F91 Dudelange                                         | Jeunesse Esch                                         | Omar Er Rafik (FC Differdange 03), 23                          |
| 2012–13     | Fola Esch                                             | F91 Dudelange                                         | Edis Osmanovic (Wiltz), 21                                     |
| 2013–14     | F91 Dudelange                                         | Jeunesse Esch                                         | Sanel Ibrahimović (Fola Esch), 22                              |
| 2014–15     | Fola Esch                                             | FC Differdange 03                                     | Sanel Ibrahimović (Fola Esch), 21                              |
| 2015–16     | F91 Dudelange                                         | Fola Esch                                             | Julien Jahier (Racing Union Luxembourg), 25                    |
| 2016–17     | F91 Dudelange                                         | FC Differdange 03                                     | Omar Er Rafik (FC Differdange 03), 26                          |
| 2017–18     | F91 Dudelange                                         | Football Club Progrès Niedercorn                      | David Turpel (F91 Dudelange), 33                               |
| 2018–19     | F91 Dudelange                                         | Fola Esch                                             | Samir Hadji (Fola Esch), 23                                    |
| 2019–20     | Sem campeão. Abandonado devido à pandemia de COVID-19 | Sem campeão. Abandonado devido à pandemia de COVID-19 |                                                                |
| 2020–21     | Fola Esch                                             | F91 Dudelange                                         | Zachary Marvin (Fola Esch), 33                                 |
| 2021–22     | F91 Dudelange                                         | FC Differdange 03                                     | Dominik Stolz (Swift Hesperange), 23                           |
| 2022–23     | Swift Hesperange                                      | Football Club Progrès Niedercorn                      | Rayan Philippe (Swift Hesperange), 32                          |
| 2023–24     | FC Déifferdeng 03                                     | Swift Hesperange                                      | Jorge Monteiro (FC Déifferdeng 03), 25                         |
| 2024–25     | FC Déifferdeng 03                                     | UNA Strassen                                          | Yann Mabella (Racing Union) e Matheus Souza (UNA Strassen), 22 |

(nota 1) Os resultados individuais registrados sugerem que o Stade Dudelange deveria ter sido aclamado o vencedor do certame por saldo de gols (42/14 a 41/14 quando empatado em 21 pontos com o Spora Luxembourg). Porém, o Spora sempre é creditado como campeão.

## Performance por clube
Em itálico times já extintos.
| Clube                      | Campeão | Vice | Temporadas vencidas |
| -------------------------- | ------- | ---- | --- |
| Jeunesse Esch              | 28      | 13   | 1920–1921, 1936–1937, 1950–1951, 1953-1954, 1957–1958, 1958–1959, 1959–1960, 1962–1963, 1966–1967, 1967–1968, 1969–1970, 1972–1973, 1973–1974, 1974–1975, 1975–1976, 1976–1977, 1979–1980, 1982–1983, 1984–1985, 1986–1987, 1987–1988, 1994–1995, 1995–1996, 1996–1997, 1997–1998, 1998–1999, 2003–2004, 2009–2010 |
| F91 Dudelange              | 16      | 6    | 1999–2000, 2000–2001, 2001–2002, 2004–2005, 2005–2006, 2006–2007, 2007–2008, 2008–2009, 2010–2011, 2011–2012, 2013–2014, 2015–2016, 2016–2017, 2017–2018, 2018–2019, 2021–2022 |
| CA Spora Luxembourg        | 11      | 10   | 1924–1925, 1927–1928, 1928–1929, 1933–1934, 1934–1935, 1935–1936, 1937–1938, 1948–1949, 1955–1956, 1960–1961, 1988–1989 |
| Stade Dudelange            | 10      | 6    | 1938–1939, 1939–40, 1944–1945, 1945–4196, 1946–1947, 1947–1948, 1949–1950, 1954–1955, 1956–1957, 1964–1965 |
| Fola Esch                  | 9       | 11   | 1917–1918, 1919–1920, 1921–1922, 1923–1924, 1929–1930, 2012–2013, 2014–2015, 2019-2020, 2020-2021 |
| Red Boys Differdange       | 6       | 10   | 1922–1923, 1925–1926, 1930–1931, 1931–1932, 1932–1933, 1978–1979 |
| Union Luxembourg           | 6       | 9    | 1926–1927, 1961–1962, 1970–1971, 1989–1990, 1990–1991, 1991–1992 |
| Avenir Beggen              | 6       | 5    | 1968–1969, 1981–1982, 1983–1984, 1985–1986, 1992–1993, 1993–1994 |
| US Hollerich Bonnevoie     | 5       | 2    | 1911–1912, 1913–1914, 1914–1915, 1915–1916, 1916–1917 |
| FC Progrès Niederkorn      | 3       | 8    | 1952–1953, 1977–1978, 1980–1981 |
| Aris Bonnevoie             | 3       | 1    | 1963–1964, 1965–1966, 1971–1972 |
| FC Differdange 03          | 2       | 4    | 2023–2024 e 2024–2025 |
| Sporting Club Luxembourg   | 2       | 3    | 1910–1911, 1918–1919 |
| CS Grevenmacher            | 1       | 7    | 2002–2003 |
| National Schifflange       | 1       | 2    | 1951–1952 |
| Swift Hesperange           | 1       | 1    | 2022–2023 |
| Racing Club Luxembourg     | 1       | -    | 1909–1910 |
| US Dudelange               | -       | 4    | |
| US Rumelange               | -       | 3    | |
| Etzella Ettelbruck         | -       | 2    | |
| Alliance Dudelange         | -       | 1    | |
| Sporting Club Differdange  | -       | 1    | |
| Racing FC Union Luxembourg | -       | 1    | |
| UNA Strassen               | -       | 1    | |